# Nikola IV. Zrinski
Grof Nikola IV. Zrinski ali Nikola Šubić Zrinski   (v madžarščini : Zrínyi Miklós ) (Zrin, okoli 1508 - Siget, 7. september 1566 ), je bil hrvaški državnik in vojskovodja, eden najslavnejših velikanov hrvaške in madžarske zgodovine, član plemiške rodbine Zrinski.

## Življenje
Nikola IV. Zrinski, po nekaterih zgodovinarjih Nikola Zrinski - Sigetski, Nikola Zrinski starejši ali Nikola (IV. ) Zrinski (ker je v rodovniku Zrinskih četrti po vrsti s tem imenom), je bil sin Nikole (III. ) zrinsko -krbavske princese Jelene Karlović, sestre (poznejšega) hrvaškega bana Ivana Karlovića. Njegov oče je bil zagovornik habsburške struje, to je volitev Habsburžanov za kralje Hrvaške in Ogrske, in že v njegovem času se je začel vzpon Zrinskih. Vrhunec vzpona se bo zgodil ravno v času Nikolaja IV. ki bo nadaljeval po očetovih stopinjah v obliki podpore habsburški družini in pridobil številne nepremičnine.
Nikola se je proti Osmanom boril že od rane mladosti in šel skozi številne spopade. Kot spreten vojak se je odlikoval že pri 21 letih pri obrambi Dunaja leta 1529 cesar Karel V. ga je nagradil s konjem in zlatom. :str. 10. Leta 1539 se je znašel sredi spopada kralja Ferdinanda z Ivanom Katzianerjem. Katzianer je bil namreč leta 1537 poražen pri Osijeku in obtožen veleizdaje, a je pobegnil. Najprej se je zatekel v Susedgrad, a ga je zaradi negotovosti kmalu zapustil in prišel k Zrinskim, ki so mu dali v uživanje trdnjavo Kostajnico, dokler se ne pomiri s kraljem Ferdinandom. :str. 63. Toda namesto s kraljem se je Katzianer pogajal z Osmani in skušal pridobiti tudi Zrinske. Ko je Nikola zavrnil kakršno koli sodelovanje z Osmani, je Katzianer zagrozil, da bo Kostajnico predal sultanu. Brata Ivan in Nikola Zrinski sta se 9. julija 1539 v Ivaniću srečala z Nikolo Jurišićem, da bi se pogovorila, kaj storiti s Katzianerjem. Dogovorjeno je bilo, da bo kralj dal bratoma brezplačno pismo, v katerem jim bo odpustil vse storjene grehe, in dogovorjene so bile predaje in potrditev pravic do nekaterih gradov. :str. 138. Na koncu je Nikola ukazal usmrtiti Katzianerja, ukaz pa je bil izvršen 27. oktobra istega leta v Kostajnici, potem ko sta ga dva Nikolina služabnika po večerji usmrtila.  :str. 63 - 64.  :str. 138.
Posebno slaven je postal leta 1542, ko je s 400 Hrvati rešil Pešto pred gotovim uničenjem. Meščani in sodobniki so na široko slavili njegovo junaštvo, češ da ga je sam Bog poslal. Zaradi njegovega junaštva in Jurišićeve podpore ga je cesar in kralj Ferdinand I. 24. decembra 1542 izbral za hrvaškega bana .
17. junija 1543 se je poročil s Katarino Frankopansko, sestro grofa Štefana Frankopana Ozaljskega. V tem zakonu se jima je rodilo veliko otrok, med katerimi je najbolj znan Jurij IV. Zrinski. Med Nikolinimi potomci so najpomembnejši njegov vnuk Jurij V. Zrinski ter pravnuka Nikola in Peter. Njegova hči Katarina Zrinska je bila prva žena madžarskega palatina Györgyja Thurzója (1567 – 1616).
Leta 1546 je Nikola dobil Medžimurje, severni del Varaždinske županije, kot odškodnino za dolg 20.000 forintov in vojaške zasluge.  Medžimurje so si lastili tudi Keglevići, vendar je  Nikola na koncu s podporo kralja   v spopadu izšel kot zmagovalec. :str. 16. Od tega časa so Zrinski začeli skrbeti tako za Ogrsko kot za Hrvaško. Medžimurje pa je postalo njihova najpomembnejša posest, kar najbolje ponazarja prenos družinskega središča v Čakovec in nov rodbinski grb, ki od leta 1554 vsebuje tudi grb Ernušta Čakovskega, nekdanjega medžimurskega gospoda. :str. 69.  :str. 25 - 26. Čakovec bo v posesti Zrinskih do njihovega izumrtja (konec 17. in začetek 18. stoletja).
Leta 1556 je bil Nikola eden od ljudi, ki so zlomili prvo obleganje Sigeta, mesta, ki ga bo sam branil deset let pozneje. Vendar je istega leta Nikola izgubil mesti Kostajnico in Novi, v petdesetih letih 15. stoletja pa so Zrinski izgubili svoje posesti v Pounju. :str. 69.  :str. 25 - 26. Obenem si je Zrinski prizadeval za prenos svojih posesti na sever, v varnejša območja, del starejših, južnih (takrat ogroženih) posesti pa je prodal družini Erdody. Zrinski so se takrat povsem obrnili proti severu in takrat je postalo posebno pomembno Medžimurje, na mejah Medžimurja pa je bila zgrajena cela vrsta utrdb, da bi to posest zaščitili pred Osmani.
Med svojim banovanjem je Zrinski rešil "ostanke ostankov" ( lat. "reliquiae reliquiarum")  hrvaškega kraljestva pred gotovim uničenjem. Uspešno je vodil vojno in zmagal v številnih bitkah. Leta 1556 se je Zrinski odpovedal banski časti, ker je kralj Ferdinand poveljstvo nad delom banske zemlje poveril Ivanu Lenkoviću in s tem postavil temelj kasnejši Vojni krajini, :str. 71. in svetoval kralju Ferdinandu I., naj imenuje Petra Erdődyja za novega bana. Kralj je prošnjo Zrinskega s težkim srcem izpolnil, a jo je vendarle uslišal in ga z največjo milostjo odpustil ter ga imenoval za gospodarja kraljevih zakladnikov (blagajnikov).
Nikola se je osredotočil na obrambo svojih severnih posesti in očitno presodil, da mu banska čast ne bo več v veliko pomoč, zato se je odločil odstopiti. Naslednje leto je Zrinski pridobil še gospostvo Monyorokerek, današnji Eberau na Gradiščanskem, na ozemlju madžarske županije Vas. :str. 71. Ker se je središče Zrinskih pomikalo proti severu, najpomembnejša trdnjava na severni strani Drave pa je bil Siget, je bil leta 1561 Nikola na lastno željo imenovan za kapetana Sigeta. Samo dve leti kasneje je pridobil nadzor nad Transdonavskim okrožjem (delom obrambnega pasu pred Osmani). Prav v Sigetu, mestu, ki se ga je odločil braniti, bo na koncu leta 1566 umrl.
Nikolaj IV. je s svojo politiko povzdignil družino Zrinski nad okvire Kraljevine Hrvaške in Slavonije, od njegovega časa dalje pa bo družina del vplivne politične elite Ogrskega kraljestva, a tudi nadnacionalne elite Habsburške monarhije. :str. 129. Poleg spretne politike in zvestobe kralju Ferdinandu je Nikola širil vpliv svojih družinskih in zakonskih vezi. Tako je svoje otroke dajal v zakone z vplivnimi družinami po vsej habsburški monarhiji. Kako vplivna je postala družina Zrinskih, najbolje ponazarjata dve epizodi: leta 1563 ob kronanju Maksimilijana II. za hrvaškega in ogrskega kralja je Nikola vodil spremstvo 3000 konjenikov ogrskih in hrvaških plemičev. :str. 72.  Tudi ob pogrebu kralja in rimskega cesarja Ferdinanda je Nikola na Dunaj nesel kopijo svete krone, njegov sin Jurij pa je nosil zastavo Ogrske kraljevine. :str. 134. Vsa ta dejstva, od časti, ki jih je bil deležen Nikola, prek porok, ki jih je sklenil, do razdelitve njegovega premoženja ob njegovi smrti leta 1566, govorijo v prid trditvi, da je bila družina Zrinski od sredine 16. stoletja ne več le hrvaška, temveč tudi madžarska plemiška družina in ena najpomembnejših družin v monarhiji nasploh.

## Junaška obramba Sigeta
Leta 1566 je sultan Sulejman I. v visoki starosti (star 72 let) z več kot 100.000 vojaki in 300 topovi na svojem trinajstem in skupno sedmem pohodu na Ogrsko. Cilj je bil osvojitev Dunaja, ki bi nato služil kot izhodišče za nadaljnja osvajanja. Poleg tega, da ga je starost gnala k zadnjemu, velikemu pohodu na Madžarsko, je bila dodatna motivacija neuspešno otomansko obleganje Malte leta 1565, krvav in neuspešen pohod, ki se ga nikoli ne sme spominjati kot zadnjega pohoda velikega sultana Osvajalca.  :str. 155.
Zrinski (takratni gospodar Medžimurja in poveljnik Ogrske južno od Donave) je dobro oskrbel mesto, pred veliko in usodno bitko pa je od svojih 2500 bojevnikov, ki so bili večinoma Hrvati, zahteval, da mu obljubijo pokorščino in zvestobo do smrti. Pred tem je sam prisegel s temi besedami: »Jaz, grof Nikola Zrinski, obljubljam najprej velikemu Bogu, potem njegovemu veličanstvu, našemu velikemu vladarju in naši ubogi domovini in vam vitezom, da vas ne bom nikoli zapustil, ampak da bom živel in umrl z vami, in sprejel dobro in slabo. Tako mi Bog pomagaj!".
Obleganje se je začelo 5. avgusta in je trajalo cel mesec. Ker se je sigetska posadka junaško branila in osmanski vojski zadala velike izgube, je veliki vezir Sokolović Zrinskemu poslal puščico s pismom, v katerem mu je obljubil, da mu bo dal celotno Hrvaško, če mu izroči Siget. Malo kasneje pošlje Sulejman Zrinskemu dokaz, da je bil njegov najstarejši sin Jurij ujet v Medžimurju, in ga prosi, naj mu preda mesto, če ga hoče živega, nato pa so poslali več pisem v hrvaščini, madžarščini in nemščini, v katerih pozivali so branilce, naj ne izgubljajo glav, ampak naj se vdajo in sultan jih bo tudi nagradil. Čeprav so vedeli, da ni možnosti, da bi prispela pomoč, Zrinski in branilci niso niti za trenutek omahovali, ampak so ostali zvesti prisegi.
Tako so branilci od jutra do večera uspešno odbijali številne napade in osmanski vojski zadali velike izgube. Sultan Sulejman I. je 4. septembra nenadoma umrl, a je veliki vezir Mehmed paša Sokolović njegovo smrt spretno prikril, da njegovi izčrpani vojski ne bi padla morala. Potem ko so 7. septembra z ognjenimi puščicami in kroglami požgali mesto, so Osmani pričakovali predajo, vendar so se Zrinski in preživeli junaki prebili iz mesta in junaško umrli ter drago prodali svoja življenja. Potem ko je Jurij Horvat s topom naredil prehod skozi osmansko skupino pri dvižnem mostu, je Nikola Zrinski začel preboj iz trdnjave. Najprej je streljal iz samokresa, nato pa s sabljo sekal Turke. V neenakem boju so Osmani trikrat zadeli Zrinskega z arkebuzami, dvakrat v telo in enkrat v glavo. Ko je padel s konja, so ga njegovi vitezi obkolili, da bi ga branili. 
Janičarski poveljnik je mrtvemu Nikoli Zrinskemu dal obglaviti glavo. Truplo je pokopal Mustafa Vilić iz Banja Luke, Nikolin nekdanji ujetnik. Glavo hrvaškega bana, enega največjih evropskih junakov tistega časa, je vezir Mehmed paša Sokolović poslal svojemu bratrancu Mustafa paši v Budim. Slednji pa jo je v opozorilo poslal cesarskemu generalu Egonu Salmskemu. 14. septembra je bila glava Nikole Zrinskega dostavljena v taborišče cesarske vojske pri mestu Jura (Győr). 18. septembra so Nikolino glavo prevzeli njegov sin Jurij IV. Zrinski, zet Baltazar Batthyány in svak Franjo Tahy. Pripeljali so jo v Čakovec, kjer je bila pokopana v družinski grobnici Zrinskih v kompleksu pavlinskega samostana v Sveti Jeleni, kraju nedaleč od Čakovca, poleg groba Nikolove prve žene Katarine Frankopanske.
Nikolo Šubića Zrinskega, »hrvaški steber in ščit, glavar mesta Sigeta in prvi strah Turkov svojega veka« danes slavijo kot največjega hrvaškega vojaškega junaka, za svojega narodnega heroja ga imajo Hrvati in Madžari. Med številnimi deli in kraji, posvečenimi Zrinskemu, izstopata opera "Nikola Šubić Zrinski" in trg Zrinjevac v Zagrebu.